# Большемогойский сельсовет
Большемого́йский сельсове́т — муниципальное образование в составе Володарского района Астраханской области, Российская Федерация. Административный центр — село Большой Могой.

## Географическое положение
Климат резко континентальный с жарким сухим летом, холодной и малоснежной зимой, самый жаркий месяц — июль. Абсолютный максимум — 40 градусов. Самый холодный период — январь-февраль с абсолютным минимумом — 40 градусов.
Граница сельсовета начинается от точки пересечения границы Козловского сельсовета с границей Актюбинского сельсовета в районе реки Чурка и проходит в юго-восточном направлении по её середине до реки Каширская, по её серединена юго-восток до реки Спорная, по её середине до реки Мурыгина, по её середине до Карайского канала, по его серединена протяжении 7000 м до канала Рычинский, идёт по его середине на северо-запад 750 м до реки Рычанская, по её середине до суходола, на северо-восток по суходолу на протяжении 2400 м, пересекает остров Рычанский и идёт до ерика Лопатин, по его середине до ерика Большая Чеченка. Затем граница идёт по середине ерика Большая Чеченка до реки Червяковка, по её середине до реки Анастасьева, до реки Сарбай, поворачивает на юг по середине реки Сарбай до суходольной границы. Здесь граница идет в западном направлении протяженностью 970 м до ерика Жиротопка, пересекает его и далее идет в северо-западном направлении по суходолу протяженностью 3070 м, доходит до автодороги Володарский — Крутое, пересекает её и идёт в северо-западном направлении протяженностью 340 м, затем идет в западном направлении вдоль орошаемого участка Крутовский протяженностью 1680 м до реки Поляковская, по её середине на север до реки Зеленинская, по её середине на северо-запад до ерика Голодный и далее на юг по его середине (450 м), затем идет в юго-западном направлении по середине ерика Голодный до ерика без названия а оттуда до ерика Шишкин, по его середине в северо-западном направлении до реки Корневая. Далее граница идет от реки Корневая в северо-западном направлении до реки Белый Ильмень, по её середине до безымянного ерика, по его середине на северо-запад до суходольной границы. Далее граница идет в северо-восточном направлении по суходолу вдоль орошаемого участка «Полковничий» протяженностью 2152 м до реки Таловая, по её середине в юго-западном направлении протяженностью 1700 м до суходольной границы, далее граница идет по суходолу протяженностью 250 м до автомобильной дороги Астрахань — Цветное, пересекает её и идет по суходолу протяженностью 320 м до ерика Прорва, по его середине до реки Прорва, по её середине на протяжении 1 км до суходольный границы, затем идет в юго-восточном направлении по суходолу протяженностью 360 м до безымянного ерика, пересекает его и идет по суходолу в юго-восточном направлении протяженностью 320 м до восточной границы орошаемого участка «Красинский», далее идет вдоль участка на протяжении 100 м, затем идет в юго-западном направлении протяженностью 900 м до автодороги Астрахань — Цветное, далее идет в юго-восточном направлении вдоль дороги на протяжении 1470 м, затем в юго-восточном направлении вдоль орошаемого участка «Болдыревский» протяженностью 2790 м. Затем граница идет в северо-западном направлении вдоль водооградительного вала протяженностью 250 м до ерика без названия, по его середине до реки Чурка и до первоначальной точки.
Расстояние между населёными пунктами, находящийся на территории администрации МО «Большемогойский сельсовет», км
| Нас. пункт    | Вол  | БМ  | Бол | ВК | Ильинка | ММ  | Мен | ЧБ   | Чуркин |
| Володарский   |      | 18  | 8   | 30 | 25      | 21  | 12  | 16,5 | 24     |
| Большой Могой | 18   |     | 10  | 12 | 7       | 3   | 14  | 1,5  | 6      |
| Болдырево     | 8    | 10  |     | ?  | ?       | ?   | 4   | 6    | ?      |
| Верхние Колки | 30   | 12  | ?   |    | ?       | ?   | ?   | ?    | 6      |
| Ильинка       | 25   | 7   | ?   | ?  |         | 5,5 | ?   | ?    | ?      |
| Малый Могой   | 21   | 3   | ?   | ?  | 5,5     |     | ?   | ?    | ?      |
| Менешау       | 12   | 14  | 4   | ?  | ?       | ?   |     | ?    | ?      |
| Чёрный Бугор  | 16,5 | 1,5 | 6   | ?  | ?       | ?   | ?   |      | ?      |
| Чуркин        | 24   | 6   | ?   | 6  | ?       | ?   | ?   | ?    |        |

## Население
| 2010  | 2012  | 2013  | 2014  | 2015  | 2016  | 2017  |
| ----- | ----- | ----- | ----- | ----- | ----- | ----- |
| 1970  | ↘1951 | ↘1926 | ↗1938 | ↘1895 | ↘1883 | ↘1879 |
| 2018  | 2019  | 2020  | 2021  |       |       |       |
| ↘1866 | ↘1849 | ↘1842 | ↘1461 |       |       |       |

## Состав сельского поселения
| № | Населённый пункт | Тип населённого пункта       | Население | Количество домохозяйств |
| - | ---------------- | ---------------------------- | --------- | ----------------------- |
| 1 | Болдырево        | село                         | ↗557      | 112                     |
| 2 | Большой Могой    | село, административный центр | ↗1048     | 283                     |
| 3 | Верхние Колки    | село                         | ↘41       | 22                      |
| 4 | Ильинка          | село                         | ↗35       | 20                      |
| 5 | Малый Могой      | село                         | ↘95       | 24                      |
| 6 | Менешау          | посёлок                      | ↗116      | 24                      |
| 7 | Чёрный Бугор     | посёлок                      | ↗20       | 9                       |
| 8 | Чуркин           | посёлок                      | ↘58       | 29                      |

## Хозяйство
Земельный фонд составляет 18201 га, из них земли сельхозназначения 2517 га (14 %), земли сельхозугодий 2071 га (11 %).
Объекты социальной сферы: дом культуры с. Большой Могой, библиотека с. Большой Могой, сельский клуб с. Болдырево, библиотека с. Болдырево.
Церковь Трех святителей с. Большой Могой, Церковь Иконы Божьей Матери с. Ильинка, Высокогорный Чуркинский Успенско-Николаевский монастырь п. Чуркин.